# Peter Brocco
Peter Brocco (Reading, 16 gennaio 1903 – Los Angeles, 20 dicembre 1992) è stato un attore statunitense.
Per il cinema totalizzò dal 1932 al 1991 più di 110 partecipazioni mentre per gli schermi televisivi diede vita a numerosi personaggi in oltre 140 produzioni dal 1951 al 1987.

## Biografia
Peter Brocco nacque a Reading, in Pennsylvania, il 16 gennaio 1903.
Per la televisione interpretò numerosi personaggi secondari o ruoli da guest star in molti episodi di serie televisive dagli anni 50 agli anni 80. Prese parte anche ad un episodio della serie classica di Star Trek (intitolato nella versione in italiano Missione di pace) trasmesso in prima televisiva nel 1967 e due episodi della serie classica di Ai confini della realtà.
Morì a Los Angeles, in California, il 20 dicembre 1992 all'età di 89 anni per un infarto.

## Filmografia

### Cinema
- Spia bionda (Roar of the Dragon), regia di Wesley Ruggles (1932)
- Il diavolo nell'abisso (Devil and the Deep), regia di Marion Gering (1932)
- Stand By All Networks, regia di Lew Landers (1942)
- Il ritorno di Montecristo (The Return of Monte Cristo), regia di Henry Levin (1946)
- Alias Mr. Twilight, regia di John Sturges (1946)
- Leben des Galilei, regia di Ruth Berlau e Joseph Losey (1947) - corto
- The Lone Wolf in Mexico, regia di D. Ross Lederman (1947)
- Spade insanguinate (The Swordsman), regia di Joseph H. Lewis (1948)
- The Argyle Secrets, regia di Cy Endfield (1948)
- The Vicious Circle, regia di W. Lee Wilder (1948)
- Suggestione (The Saxon Charm), regia di Claude Binyon (1948)
- La favorita del maresciallo (The Gallant Blade), regia di Henry Levin (1948)
- Il ragazzo dai capelli verdi (The Boy with Green Hair), regia di Joseph Losey (1948)
- Appointment with Murder, regia di Jack Bernhard (1948)
- La contessa di Montecristo (The Countess of Monte Cristo), regia di Frederick de Cordova (1948)
- Boston Blackie's Chinese Venture, regia di Seymour Friedman (1949)
- Mani lorde (The Undercover Man), regia di Joseph H. Lewis (1949)
- Search for Danger, regia di Jack Bernhard (1949)
- Susanna Pass, regia di William Witney (1949)
- La roulette (The Lady Gambles), regia di Michael Gordon (1949)
- Flaming Fury, regia di George Blair (1949)
- Non c'è passione più grande (Jolson Sings Again), regia di Henry Levin (1949)
- Post Office Investigator, regia di George Blair (1949)
- Segretaria tutto fare (Miss Grant Takes Richmond), regia di Lloyd Bacon (1949)
- Sgomento (The Reckless Moment), regia di Max Ophüls (1949)
- Tensione (Tension), regia di John Berry (1949)
- La chiave della città (Key to the City), regia di George Sidney (1950)
- Gunmen of Abilene, regia di Fred C. Brannon (1950)
- Colpevole di tradimento (Guilty of Treason), regia di Felix E. Feist (1950)
- La legge del silenzio (Black Hand), regia di Richard Thorpe (1950)
- Bassa marea (House by the River), regia di Fritz Lang (1950)
- Botta senza risposta (Champagne for Caesar), regia di Richard Whorf (1950)
- Peggy la studentessa (Peggy), regia di Frederick De Cordova (1950)
- Golfo del Messico (The Breaking Point), regia di Michael Curtiz (1950)
- Tre segreti (Three Secrets), regia di Robert Wise (1950)
- La città del terrore (The Killer That Stalked New York), regia di Earl McEvoy (1950)
- Il mio bacio ti perderà (Belle Le Grand), regia di Allan Dwan (1951)
- Flame of Stamboul, regia di Ray Nazarro (1951)
- Francis alle corse (Francis Goes to the Races), regia di Arthur Lubin (1951)
- Il grande Caruso (The Great Caruso), regia di Richard Thorpe (1951)
- Storia di un detective (The Fat Man), regia di William Castle (1951)
- I misteri di Hollywood (Hollywood Story), regia di William Castle (1951)
- Damasco '25 (Sirocco), regia di Curtis Bernhardt (1951)
- Il grande bersaglio (The Tall Target), regia di Anthony Mann (1951)
- Chain of Circumstance, regia di Will Jason (1951)
- Il suo tipo di donna (His Kind of Woman), regia di John Farrow (1951)
- Roadblock, regia di Harold Daniels (1951)
- A sud rullano i tamburi (Drums in the Deep South), regia di William Cameron Menzies (1951)
- Il lago in pericolo (The Whip Hand), regia di William Cameron Menzies (1951)
- L'ingenua maliziosa (Too Young to Kiss), regia di Robert Z. Leonard (1951)
- The Big Truth, regia di Seymour Friedman (1951)
- I conquistatori della Luna (Radar Men from the Moon), regia di Fred C. Brannon (1952)
- Harem Girl, regia di Edward Bernds (1952)
- Gli ammutinati dell'Atlantico (Mutiny), regia di Edward Dmytryk (1952)
- Le jene di Chicago (The Narrow Margin), regia di Richard Fleischer (1952)
- Avvocato di me stesso (Young Man with Ideas), regia di Mitchell Leisen (1952)
- Actor's and Sin, regia di Ben Hecht, Lee Garmes (1952)
- Contrabbando per l'oriente (Cripple Creek), regia di Ray Nazarro (1952)
- Holiday for Sinners, regia di Gerald Mayer (1952)
- Marijuana (Big Jim McLain), regia di Edward Ludwig (1952)
- The Ring, regia di Kurt Neumann (1952)
- Il prigioniero di Zenda (The Prisoner of Zenda), regia di Richard Thorpe (1952)
- Woman in the Dark, regia di George Blair (1952)
- Il ritorno dei vendicatori (The Bandits of Corsica), regia di Ray Nazarro (1953)
- Storia di tre amori (The Story of Three Loves), regia di Vincente Minnelli e Gottfried Reinhardt (1953)
- Gli invasori spaziali (Invaders from Mars), regia di William Cameron Menzies (1953)
- Ma and Pa Kettle on Vacation, regia di Charles Lamont (1953)
- I cavalieri di Allah (The Desert Song), regia di H. Bruce Humberstone (1953)
- El Alaméin, regia di Fred F. Sears (1953)
- Duffy of San Quentin, regia di Walter Doniger (1954)
- I rinnegati del Wyoming (Wyoming Renegades), regia di Fred F. Sears (1954)
- Tobor - Il re dei robot (Tobor the Great), regia di Lee Sholem (1954)
- Senza scampo (Rogue Cop), regia di Roy Rowland (1954)
- Atomicofollia (The Atomic Kid), regia di Leslie H. Martinson (1954)
- Il calice d'argento (The Silver Chalice), regia di Victor Saville (1954)
- Destino sull'asfalto (The Racers), regia di Henry Hathaway (1955)
- Piangerò domani (I'll Cry Tomorrow), regia di Daniel Mann (1955)
- Diana la cortigiana (Diane), regia di David Miller (1956)
- La donna venduta (Hot Blood), regia di Nicholas Ray (1956)
- Uno sconosciuto alla mia porta (Stranger at My Door), regia di William Witney (1956)
- Colui che rise per ultimo (He Laughed Last), regia di Blake Edwards (1956)
- Giustizia senza legge (Black Patch), regia di Allen H. Miner (1957)
- Frenesia del delitto (Compulsion), regia di Richard Fleischer (1959)
- Il figlio di Giuda (Elmer Gantry), regia di Richard Brooks (1960)
- Spartacus, regia di Stanley Kubrick (1960)
- Che nessuno scriva il mio epitaffio (Let No Man Write My Epitaph), regia di Philip Leacock (1960)
- La vendetta del gangster (Underworld U.S.A.), regia di Samuel Fuller (1961)
- Fear No More, regia di Bernard Wiesen (1961)
- A Public Affair, regia di Bernard Girard (1962)
- The Three Stooges in Orbit, regia di Edward Bernds (1962)
- Le avventure di un giovane (Hemingway's Adventures of a Young Man), regia di Martin Ritt (1962)
- La pelle che scotta (The Interns), regia di David Swift (1962)
- Il balcone (The Balcony), regia di Joseph Strick (1963)
- Mentre Adamo dorme (The Pleasure Seekers), regia di Jean Negulesco (1964)
- Dark Intruder, regia di Harvey Hart (1965)
- Il nostro agente Flint (Our Man Flint), regia di Daniel Mann (1966)
- Enter Laughing, regia di Carl Reiner (1967)
- Assassinio al terzo piano (Games), regia di Curtis Harrington (1967)
- Some Kind of a Nut, regia di Garson Kanin (1969)
- Hail, Hero!, regia di David Miller (1969)
- The Comic, regia di Carl Reiner (1969)
- Chicago Chicago (Gaily, Gaily), regia di Norman Jewison (1969)
- A Time for Dying, regia di Budd Boetticher (1969)
- E Johnny prese il fucile (Johnny Got His Gun), regia di Dalton Trumbo (1971)
- I raptus segreti di Helen (What's the Matter with Helen?), regia di Curtis Harrington (1971)
- E tutto in biglietti di piccolo taglio (Fuzz), regia di Richard A. Colla (1972)
- Papillon, regia di Franklin J. Schaffner (1973)
- Origine di una perversione (The Killing Kind), regia di Curtis Harrington (1973)
- Criminali in pantofole (Homebodies), regia di Larry Yust (1974)
- Qualcuno volò sul nido del cuculo (One Flew Over the Cuckoo's Nest), regia di Miloš Forman (1975)
- Un tipo straordinario (The One and Only), regia di Carl Reiner (1978)
- Il ritorno di Butch Cassidy e Kid (Butch and Sundance: The Early Days), regia di Richard Lester (1979)
- Philadelphia security (Fighting Back), regia di Lewis Teague (1982)
- Scuola di sesso (Jekyll and Hyde... Together Again), regia di Jerry Belson (1982)
- Money to Burn, regia di Virginia L. Stone (1983)
- Ai confini della realtà (Twilight Zone: The Movie), regia di John Landis e Joe Dante (1983)
- Getta la mamma dal treno (Throw Momma from the Train), regia di Danny DeVito (1987)
- La guerra dei Roses (The War of the Roses), regia di Danny DeVito (1989)
- I soldi degli altri (Other People's Money), regia di Norman Jewison (1991)

### Televisione
- Gruen Guild Playhouse – serie TV, 2 episodi (1951)
- Fireside Theatre – serie TV, 4 episodi (1950-1953)
- Adventures of Superman – serie TV, 3 episodi (1952-1956)
- Missione pericolosa (Dangerous Assignment) – serie TV, 2 episodi (1952)
- You Are There – serie TV, 7 episodi (1953-1956)
- Le inchieste di Boston Blackie (Boston Blackie) – serie TV, episodio 2x15 (1953)
- Le avventure di Jet Jackson (Captain Midnight) – serie TV, episodi 1x01-1x21 (1954-1955)
- The Adventures of Falcon – serie TV, un episodio (1954)
- Letter to Loretta – serie TV, 3 episodi (1954)
- The Lone Wolf – serie TV, un episodio (1954)
- The George Burns and Gracie Allen Show – serie TV, 8 episodi (1955-1956)
- Lux Video Theatre – serie TV, 3 episodi (1955-1957)
- Passport to Danger – serie TV, un episodio (1955)
- Stories of the Century – serie TV, un episodio (1955)
- Stage 7 – serie TV, episodio 1x19 (1955)
- The Man Behind the Badge – serie TV, 2 episodi (1955)
- Commando Cody: Sky Marshal of the Universe – serie TV, 2 episodi (1955)
- TV Reader's Digest – serie TV, episodi 1x26-2x02 (1955)
- Cavalcade of America – serie TV, un episodio (1955)
- Lucy ed io (I Love Lucy) – serie TV, 2 episodi (1956-1957)
- La pattuglia della strada (Highway Patrol) – serie TV, un episodio (1956)
- Screen Directors Playhouse – serie TV, episodio 1x14 (1956)
- It's a Great Life – serie TV, un episodio (1956)
- Telephone Time – serie TV, episodio 1x01 (1956)
- The Adventures of Jim Bowie – serie TV, un episodio (1956)
- Dragnet – serie TV, un episodio (1956)
- Il conte di Montecristo (The Count of Monte Cristo) – serie TV, un episodio (1956)
- Have Gun - Will Travel – serie TV, 4 episodi (1957-1962)
- The 20th Century-Fox Hour – serie TV, episodio 2x08 (1957)
- Sheriff of Cochise – serie TV, un episodio (1957)
- Il tenente Ballinger (M Squad) – serie TV, episodio 1x01 (1957)
- Boots and Saddles – serie TV, un episodio (1957)
- Casey Jones – serie TV, un episodio (1957)
- Tales of Frankenstein – film TV (1958)
- Sally – serie TV, un episodio (1958)
- Zorro – serie TV, 2 episodi (1958)
- The Court of Last Resort – serie TV, episodio 1x21 (1958)
- Trackdown – serie TV, un episodio (1958)
- Five Fingers – serie TV, 2 episodi (1959-1960)
- The Lawless Years – serie TV, 3 episodi (1959-1961)
- Perry Mason – serie TV, un episodio (1959)
- State Trooper – serie TV, un episodio (1959)
- Rescue 8 – serie TV, 2 episodi (1959)
- Richard Diamond (Richard Diamond, Private Detective) – serie TV, un episodio (1959)
- Peter Gunn – serie TV, episodi 1x17-2x13 (1959)
- Ai confini della realtà (The Twilight Zone) – serie TV, 2 episodi (1960-1962)
- Lo sceriffo indiano (Law of the Plainsman) – serie TV, episodio 1x25 (1960)
- Overland Trail – serie TV, un episodio (1960)
- Outlaws – serie TV, un episodio (1960)
- Avventure in paradiso (Adventures in Paradise) – serie TV, un episodio (1960)
- Thriller – serie TV, 4 episodi (1961-1962)
- Assignment: Underwater – serie TV, un episodio (1961)
- Carovana (Stagecoach West) – serie TV, episodio 1x28 (1961)
- Pete and Gladys – serie TV, episodio 1x30 (1961)
- Miami Undercover – serie TV, un episodio (1961)
- The Many Loves of Dobie Gillis – serie TV, un episodio (1961)
- Gli intoccabili (The Untouchables) – serie TV, un episodio (1961)
- I detectives (The Detectives) – serie TV, episodio 3x18 (1962)
- Follow the Sun – serie TV, episodio 1x28 (1962)
- The Third Man – serie TV, un episodio (1962)
- Route 66 – serie TV, un episodio (1963)
- L'ora di Hitchcock (The Alfred Hitchcock Hour) – serie TV, un episodio (1963)
- Il virginiano (The Virginian) – serie TV, episodio 2x08 (1963)
- Combat! – serie TV, 2 episodi (1964-1966)
- Il fuggiasco (The Fugitive) – serie TV, 3 episodi (1964-1966)
- Viaggio in fondo al mare (Voyage to the Bottom of the Sea) – serie TV, un episodio (1964)
- Mr. Novak – serie TV, un episodio (1964)
- The Outer Limits – serie TV, un episodio (1964)
- Gli inafferrabili (The Rogues) – serie TV, episodio 1x15 (1964)
- The Dick Van Dyke Show – serie TV, 2 episodi (1965-1966)
- Strega per amore (I Dream of Jeannie) – serie TV, 2 episodi (1965-1966)
- Vita da strega (Bewitched) – serie TV, 2 episodi (1965-1969)
- Il dottor Kildare (Dr. Kildare) – serie TV, un episodio (1965)
- Organizzazione U.N.C.L.E. (The Man from U.N.C.L.E.) – serie TV, 2 episodi (1966-1967)
- Kronos - Sfida al passato (The Time Tunnel) – serie TV, episodio 1x14 (1966)
- F.B.I. (The F.B.I.) – serie TV, 2 episodi (1966-1968)
- Hazel – serie TV, un episodio (1966)
- Daktari – serie TV, episodio 1x06 (1966)
- Il mio amico marziano (My Favorite Martian) – serie TV, un episodio (1966)
- Twelve O'Clock High – serie TV, un episodio (1966)
- Polvere di stelle (Bob Hope Presents the Chrysler Theatre) – serie TV, un episodio (1966)
- I giorni di Bryan (Run for Your Life) – serie TV, 2 episodi (1966)
- Lost in Space – serie TV, un episodio (1966)
- Garrison Commando (Garrison's Gorillas) – serie TV, 2 episodi (1967-1968)
- Gli invasori (The Invaders) – serie TV, un episodio (1967)
- Star Trek – serie TV, episodio 1x26 (1967)
- I Monkees (The Monkees) – serie TV, un episodio (1967)
- Al banco della difesa (Judd for the Defense) – serie TV, un episodio (1967)
- Operazione ladro (It Takes a Thief) – serie TV, 2 episodi (1968-1969)
- Reporter alla ribalta (The Name of the Game) – serie TV, un episodio (1968)
- In nome della giustizia (The Bold Ones: The Protectors) – serie TV, 2 episodi (1969-1970)
- Mannix – serie TV, 2 episodi (1969-1971)
- La grande vallata (The Big Valley) – serie TV, 2 episodi (1969)
- Doris Day Show (The Doris Day Show) – serie TV, un episodio (1969)
- Dove vai Bronson? (Then Came Bronson) – serie TV, un episodio (1969)
- Get Smart – serie TV, episodio 5x01 (1969)
- La strana coppia (The Odd Couple) – serie TV, 2 episodi (1970-1971)
- The Bold Ones: The Senator – serie TV, 2 episodi (1970-1971)
- Adam-12 – serie TV, 3 episodi (1970-1973)
- To Rome with Love – serie TV, un episodio (1970)
- Hastings Corner – film TV (1970)
- Mod Squad, i ragazzi di Greer (The Mod Squad) – serie TV, un episodio (1970)
- Missione Impossibile (Mission: Impossible) – serie TV, 2 episodi (1970)
- Ironside – serie TV, 2 episodi (1971-1974)
- The Psychiatrist – serie TV, un episodio (1971)
- Quella strana ragazza (That Girl) – serie TV, un episodio (1971)
- Due onesti fuorilegge (Alias Smith and Jones) – serie TV, 2 episodi (1971)
- Sarge – serie TV, un episodio (1971)
- Another Part of the Forest, regia di Daniel Mann – film TV (1972)
- Mistero in galleria (Night Gallery) – serie TV, un episodio (1972)
- No Place to Run – film TV (1972)
- Banacek – serie TV, un episodio (1972)
- I nuovi medici (The Bold Ones: The New Doctors) – serie TV, un episodio (1972)
- Love, American Style – serie TV, un episodio (1972)
- Toma – serie TV, 2 episodi (1973-1974)
- Insight – serie TV, 2 episodi (1973-1977)
- Temperatures Rising – serie TV, un episodio (1973)
- Jarrett – film TV (1973)
- A Touch of Grace – serie TV, un episodio (1973)
- Happy Days – serie TV, un episodio (1974)
- Barnaby Jones – serie TV, un episodio (1974)
- Chase – serie TV, un episodio (1974)
- The Family Kovack – film TV (1974)
- McMillan e signora (McMillan & Wife) – serie TV, un episodio (1974)
- Agenzia Rockford (The Rockford Files) – serie TV, 3 episodi (1975-1979)
- Harry O – serie TV, un episodio (1975)
- The Lindbergh Kidnapping Case – film TV (1976)
- Lincoln – miniserie TV (1976)
- Scott Free – film TV (1976)
- I leoni della guerra (Raid on Entebbe) – film TV (1976)
- Squadra emergenza (Emergency!) – serie TV, un episodio (1977)
- Switch – serie TV, un episodio (1977)
- Lou Grant – serie TV, un episodio (1977)
- Professione medico (Rafferty) – serie TV, un episodio (1977)
- Quincy (Quincy M.E.) – serie TV, 2 episodi (1979-1980)
- Trapper John (Trapper John, M.D.) – serie TV, 4 episodi (1979-1984)
- Premiata agenzia Whitney (Tenspeed and Brown Shoe) – serie TV, un episodio (1980)
- Cuore e batticuore (Hart to Hart) – serie TV, un episodio (1980)
- Fantasilandia (Fantasy Island) – serie TV, un episodio (1982)
- Hill Street giorno e notte (Hill Street Blues) – serie TV, un episodio (1982)
- A-Team (The A-Team) – serie TV, un episodio (1983)
- ABC Weekend Specials – serie TV, un episodio (1983)
- Venti di guerra (The Winds of War), regia di Dan Curtis – miniserie TV (1983)
- Night Partners – film TV (1983)
- La guerra dell'audience (The Ratings Game) – film TV (1984)
- Mai dire sì (Remington Steele) – serie TV, un episodio (1985)
- New York New York (Cagney & Lacey) – serie TV, un episodio (1987)
- A cuore aperto (St. Elsewhere) – serie TV, un episodio (1987)
- Laguna Heat – film TV (1987)

## Doppiatori italiani
Nelle versioni in italiano delle opere in cui ha recitato, Peter Brocco è stato doppiato da:
- Aldo Silvani in Bassa marea
- Nino Pavese ne I misteri di Hollywood
- Cesare Fantoni ne I conquistatori della Luna
- Renato Izzo in Gli invasori spaziali
- Manlio Busoni in Tobor - Il re dei robot
- Gastone Pescucci in Strega per amore
- Valerio Ruggeri in Star Trek
- Giuliano Persico in Happy Days
- Gianfranco Bellini in Zorro (ridoppiaggio)